# スーパーセンテナリアン
スーパーセンテナリアン（supercentenarian、super-centenarianとも）は、110歳以上の人物のこと。1,000人のセンテナリアンあたり約1人がスーパーセンテナリアンといわれる。2010年に行われた調査によると、生死に関わらず最も知られたスーパーセンテナリアンがいるのはアメリカ合衆国、日本、イギリス、フランスそしてイタリアという。
アメリカの老年学研究団体「ジェロントロジー・リサーチ・グループ (GRG)」より、2025年6月21日時点で5,079名のスーパーセンテナリアン（内、19世紀以前に生まれた者は2,130名）が記録されている。記録されたスーパーセンテナリアン数の性別では女性が約91.4%（4,643名）を占めており、出生国別では、上位10カ国の内7カ国はG7加盟国であり、加盟国だけで4,116名（内、日本は827名であり、アメリカの1,834名に次いで世界で2番目に多い。）、G7加盟国からドイツとカナダを除いた場合は3,851名が、スーパーセンテナリアンとして認定し記録されている。
更に、2025年6月21日時点で世界中で存命が確認されているスーパーセンテナリアンは210人（女性:187人、男性:23人）であり、女性が約89.0%を占める。在住国別で見た場合、アメリカが最も多く73人と約35%を占め、次いで日本の45人（約21%）であり、この2カ国で約56%を占める。
それ以上いる可能性もあるが、主張の大多数は確証を得るには至っていない。ただ、この状況は出生届が多くの国で一般化したこと、一部の国に至ってはスーパーセンテナリアンの年齢に達したことなどから、変化しつつある。

## 語源

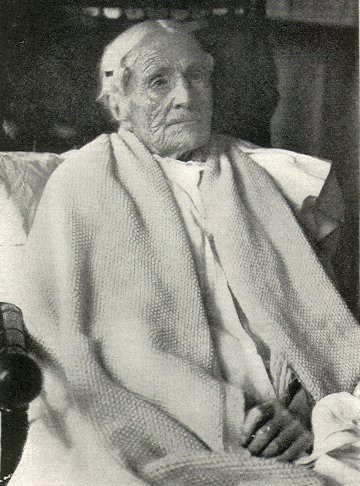
アン・ポウダー（Ann Pouder、1807年4月8日 - 1917年7月10日）、1917年、110歳の誕生日に撮影された写真。

少なくとも1970年代以降とされ（ギネス世界記録の編集者であるノリス・マクワーターが、1976年にA・ロス・エックラー・ジュニアの年齢を調査中に使用）、その後1991年にウィリアム・シュトラウスとニール・ハウが共著『世代』を上梓し、一般にも広まった。日本では、数え年で111歳になると皇寿または川寿と呼んでお祝いする。

## 概要

### 歴史
長寿とされる人物は歴史上早い時期から主張されてはきたが、ギネス世界記録が認定する初のスーパーセンテナリアンは、オランダ人のヘアート・アドリアーンス・ブームハールトである。
1902年、マーガレット・アン・ネーヴが確証のある初の女性スーパーセンテナリアンとなった。1926年にはルイーザ・ティエールとデリーナ・フィルキンスの2名が、ニューヨーク州で111歳の誕生日を迎えたことが文書に残されている。
1959年、ギネス世界記録は初めて114歳を迎えた人物としてマーサ・グラハムを認定したが、記録に疑義が生じており、現在は取り消されている（ジェロントロジー・リサーチ・グループによる歴代の記録にグラハムの名前はない）。
1984年にはアメリカ合衆国社会保障局がマシュー・ビアードを同じく114歳になったと承認しているが、唯一確証があるのは1985年に114歳となったアウグスタ・ホルツである。ホルツは115歳を初めて迎えた人物にもなった。
ギネス世界記録は116歳となった人物としてキャリー・C・ホワイトを長らく認定してきたが、生年に疑義があったために取り消され、ジャンヌ・カルマンが初めて迎えた人物となった。その後カルマンは117歳から122歳まで初めて迎えた人物となり、1997年に122歳164日で死去。確証がある中では現在に至るまで史上最高齢とされるが、そのカルマンにも1934年に既に死亡し、娘イヴォンヌがその戸籍を引き継いでいるという疑惑がフランス国外から呈されている。

### 日本
| スーパーセンテナリアン人口 | スーパーセンテナリアン人口 | スーパーセンテナリアン人口 | スーパーセンテナリアン人口 |
| 年                         | 総数                       | 男性                       | 女性                       |
| -------------------------- | -------------------------- | -------------------------- | -------------------------- |
| 2005年                     | 22                         | 2                          | 20                         |
| 2010年                     | 78                         | 3                          | 75                         |
| 2015年                     | 146                        | 9                          | 137                        |
| 2020年                     | 141                        | 1                          | 140                        |

スーパーセンテナリアン人口は、国勢調査によれば2005年以降は、右表のように推移している。
アメリカの老年学研究団体「ジェロントロジー・リサーチ・グループ (GRG)」によれば、日本初のスーパーセンテナリアンは、1966年（昭和41年）8月3日に110歳の誕生日を迎えた伊都ヨシギクであり、男性は1989年（平成元年）2月4日に110歳の誕生日を迎えた鶴英寿である。
また、日本国内にいるスーパーセンテナリアンは2025年6月21日時点で45人（女性：41人、男性：4人）であり、全世界の存命中のスーパーセンテナリアン（210人）の約21.4%を占めており、日本の人口が世界人口の約1.5%であり、人口に比してスーパーセンテナリアンが多い国である。